# Wolpertinger

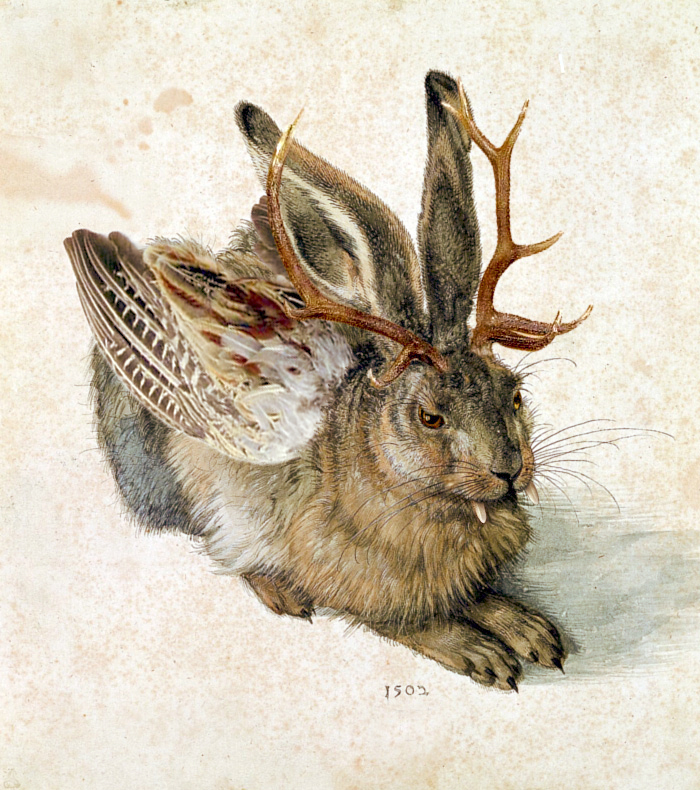
Wolpertinger (in Anlehnung an den Feldhasen Albrecht Dürers)

Der Wolpertinger ist ein bayerisches Fabelwesen, dessen genauer Ursprung unklar ist. Es wird als ein Mischwesen in unterschiedlichen Formen beschrieben und abgebildet, zum Beispiel als Eichhörnchen mit Entenschnabel  oder als Hase mit Entenflügeln.

## Namensherkunft

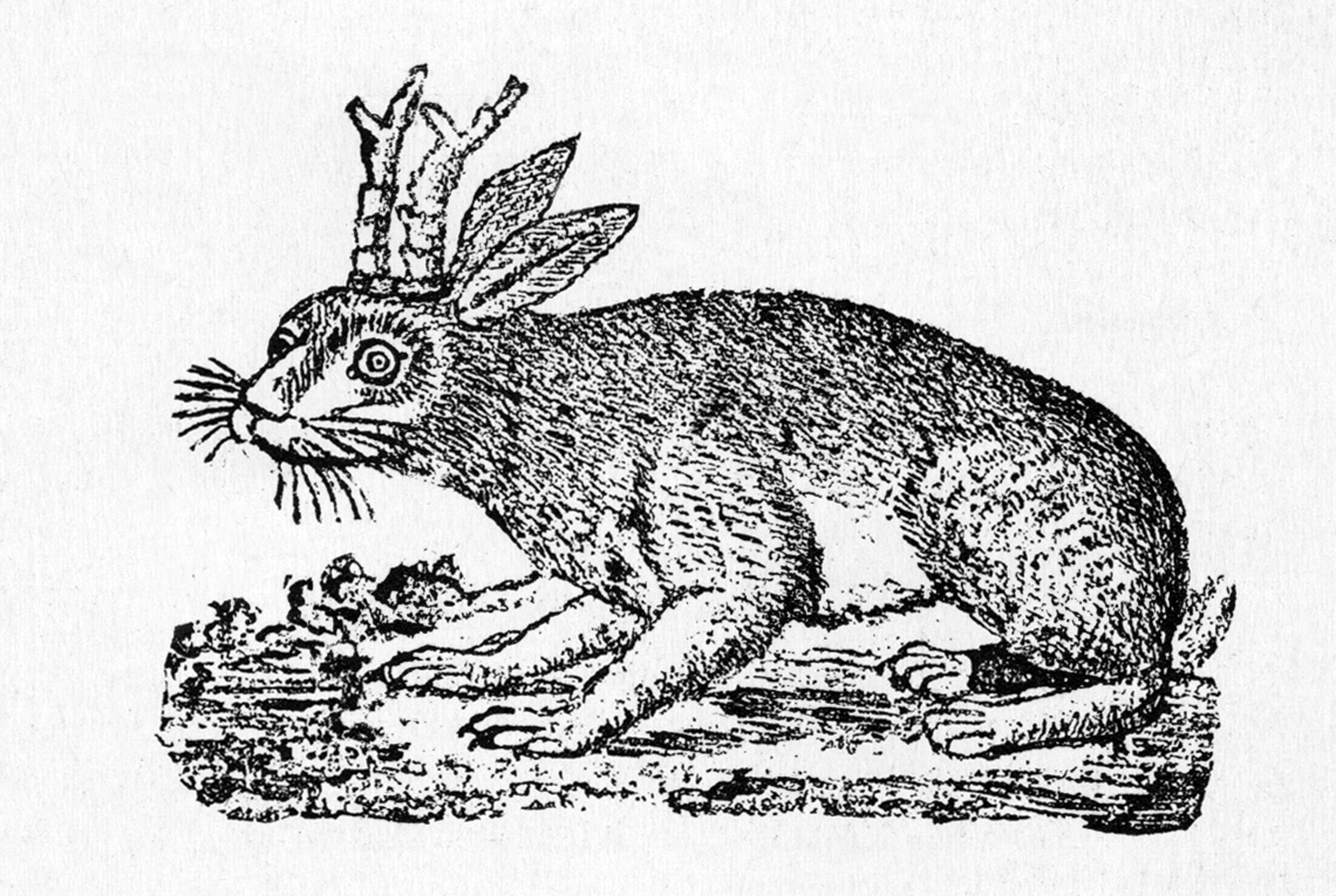
Wolpertinger 1836 aus Spiegel der Geschichte oder Magazin aller Merkwürdigkeiten, Hanau 1834–36

Der heutige Name kann leicht variieren, je nach Gegend heißt er auch Wolperdinger, Woipertinger, Woiperdinger, Volpertinger, Walpertinger oder Wulpertinger.
In Teilen Niederbayerns wird das Fabelwesen als Oibadrischl bezeichnet, in der Oberpfalz als Rammeschucksn, in Niederösterreich und Teilen Salzburgs ist der Begriff Raurackl in verschiedenen Schreibweisen geläufig. Der Schriftsteller Ludwig Ganghofer bezeichnete das Wesen als Hirschbockbirkfuchsauergams. Die Brüder Grimm berichten in ihrer Deutschen Sagensammlung von einem Wesen, das 1753 Kreißl genannt wurde, und auch der Sprachforscher Johann Andreas Schmeller nannte die Nähe zum heutigen kreischen.
Die Herkunft der Bezeichnung Wolpertinger ist ungeklärt. Bernd E. Ergert, Direktor des Deutschen Jagd- und Fischereimuseums in München, führt die Bezeichnung auf Glasmacher aus der Ortschaft Wolterdingen bei Donaueschingen zurück. Diese fertigten Schnapsgläser in Form von Tiergestalten, die allgemein Wolterdinger genannt wurden. Durch sprachliche Abschleifung soll daraus Wolpertinger entstanden sein. Eine weitere Worterklärung liefert der Große Brockhaus von 1994, Bd. 24: Danach ist Wolpertinger mit mundartlich Walper verwandt, einer Entstellung von Walpurgisnacht.

## Legende

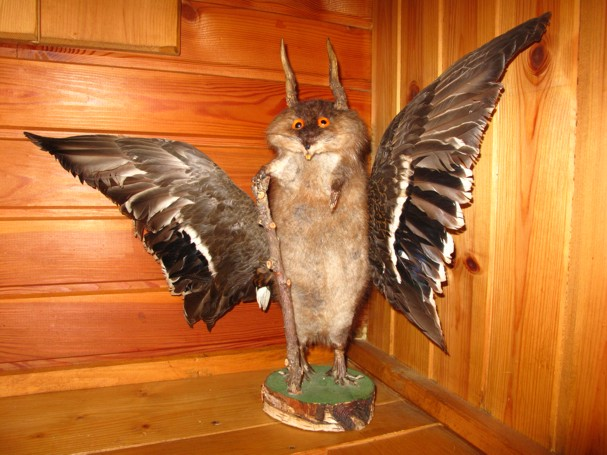
Beflügelter Wolpertinger

### Rezeption
Bekannt ist nur, dass Tierpräparatoren im 19. Jahrhundert begannen, Präparate aus Körperteilen von unterschiedlichen Tierarten zusammenzusetzen, um diese an leichtgläubige Touristen zu verkaufen.
Die im ehemaligen Wolpertinger-Museum in Mittenwald und im Deutschen Jagd- und Fischereimuseum in München ausgestellten Exemplare der präparierten Bälge zeigen den Wolpertinger zumeist mit einem gehörnten Hasenkopf. Dem Körper sind in der Regel noch Gliedmaße verschiedener Tierarten angefügt. So besitzt der Wolpertinger oft Flügel statt Vorderläufe und die Hinterbeine sind mit den Füßen von Wasservögeln ausgebildet. Die Zusammenstellung war der Fantasie des Tierpräparators überlassen.
Der Schriftsteller Walter Moers gab in seinem Werk Rumo & Die Wunder im Dunkeln dem Wolpertinger ein neues Aussehen: Der zamonische Wolpertinger ist eine Mischung aus Wolf und Reh. Somit besitzt er die Angriffslust und Stärke eines Wolfes, ist aber grazil und beweglich wie ein Reh. Der Schriftsteller Alban Nikolai Herbst machte den Wolpertinger 1993 zur Symbolfigur seines Romans Wolpertinger oder Das Blau. Hier steht er für ein aus heterogenen Teilen zusammengesetztes Kunstganzes und ist zugleich Ironisierung der sogenannten Postmoderne.

### Nahrung
Als Raubtier soll der Wolpertinger kleinere Tiere fressen, aber auch Kräuter und Wurzeln. Laut Angaben im Münchner Jagd- und Fischereimuseum sowie im Regensburger Haus der Bayerischen Geschichte ernährt er sich ausschließlich von preußischen Weichschädeln.

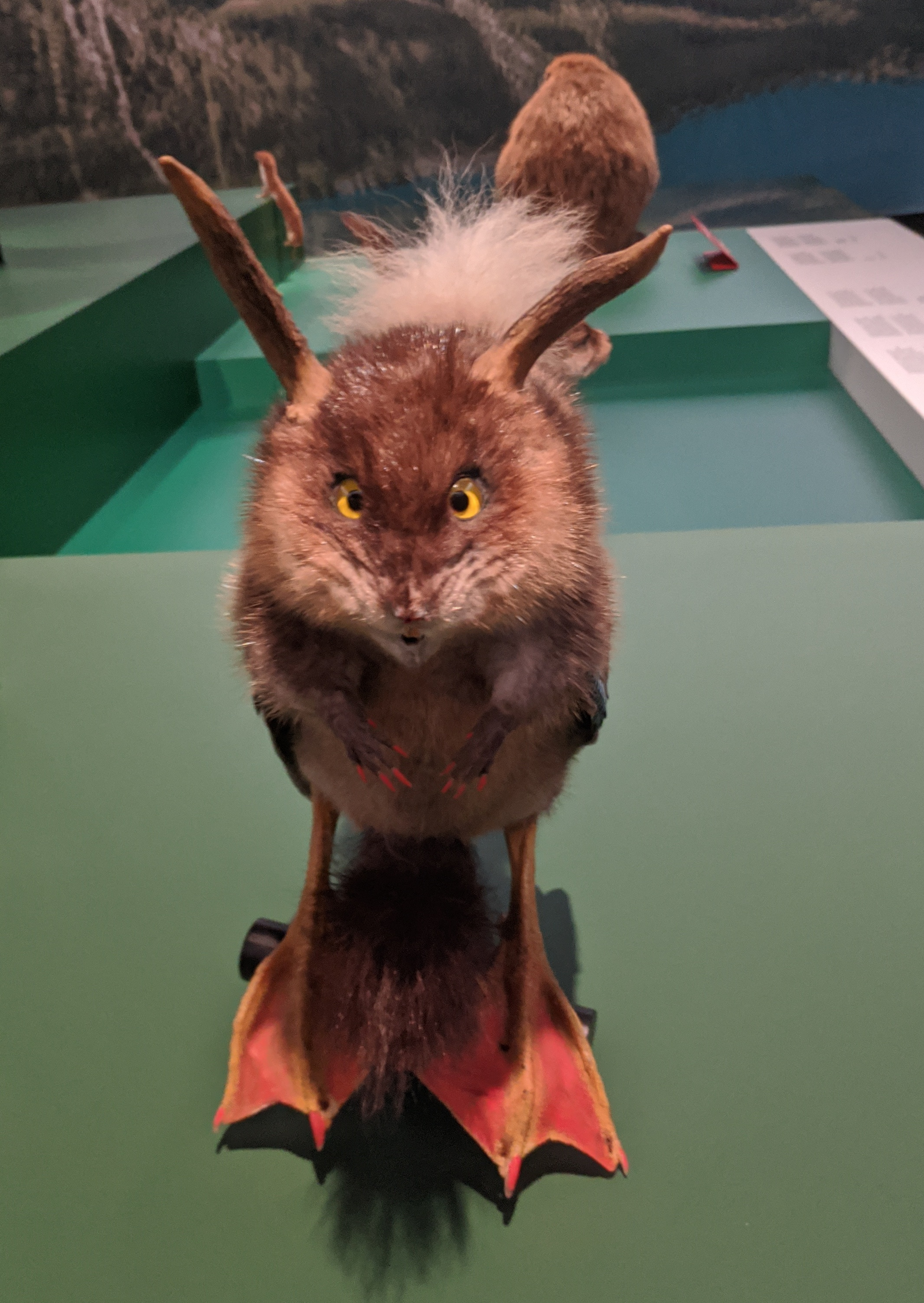
Wolpertinger im Haus der Bayerischen Geschichte (Regensburg)

### Jagd
Der Legende nach gilt der Wolpertinger als sehr scheu. Die verschiedenen Arten der Jagd auf ihn unterscheiden sich regional sehr deutlich. Eine bekannte Jagdregel lautet: Wolpertinger können ausschließlich von jungen, gutaussehenden Frauen gesichtet werden, wenn diese sich in der Abenddämmerung bei Vollmond der Begleitung eines rechten, zünftigen Mannsbildes anvertrauen, das die richtigen Stellen an abgelegenen Waldrändern kennt.
Eine andere Regel besagt, dass man ihn nur fangen kann, wenn man ihm Salz auf den Schwanz streut. Ebenfalls geläufig sei die Methode, bei Vollmond mit einer Kerze, einem Sack, einem Stock und einem Spaten loszuziehen. Der Sack wird durch den Stock offen gehalten und die Kerze wird vor die Öffnung des Sackes gestellt. Wird der Wolpertinger durch das Kerzenlicht angelockt, kann man ihn mit Hilfe des Spatens in den Sack treiben. Es ist auch eine andere Methode überliefert: Eine Darstellung beschreibt den Wolpertinger mit verschieden langen Beinen rechts und links, so dass er nur auf freistehenden Hügeln in einer festgelegten Richtung laufen kann. Wenn es gelingt, ihn so zu erschrecken, dass er umkehrt und zurücklaufen will, fällt er zwangsläufig um und kann rasch eingefangen werden (siehe auch Hanghuhn).

## Andere Fabelwesen
Volkstümliche Fabelwesen mit ähnlichen Eigenschaften gibt es auch in anderen Regionen, deren mythologische Verwandtschaft mit dem Wolpertinger ungeklärt ist:
- Blutschink (Tirol)
- Bunyip (Australien)
- Dahu (Schweiz, Frankreich)
- Dilldapp (Alemannisch und als Dilldappe im Siegerland)
- Elwetritsch (Pfalz)
- Gamusino (Spanien)
- Hanghuhn (Thüringen)
- Jackalope (USA)
- Rasselbock (Thüringen und Sachsen)
- Skvader (Schweden)
- Raurakel (Österreich)
- Wildes Haggis (Schottland)